# Siphonoporella nodosa
Siphonoporella nodosa är en mossdjursart som beskrevs av Walter Douglas Hincks 1880. Siphonoporella nodosa ingår i släktet Siphonoporella och familjen Steginoporellidae. Inga underarter finns listade i Catalogue of Life.